# Bob Verbeeck
Bob Verbeeck (eigentlich Robert Verbeeck; * 5. August 1960 in Tessenderlo) ist ein ehemaliger belgischer Mittel- und Langstreckenläufer.
Bei den Olympischen Spielen 1984 in Los Angeles erreichte er über 5000 m das Halbfinale.
1985 siegte er bei den Leichtathletik-Halleneuropameisterschaften in Piräus über 3000 m.
1981 und 1982 wurde er belgischer Meister über 1500 m.
Bob Verbeeck studierte an der Iowa State University 1990 gründete er die Sportmarketing-Agentur Consultants in Sports (CIS). Die Firma, die nun den Namen Golazo trägt, wird bis heute von ihm geleitet.

## Persönliche Bestzeiten
- 1500 m: 3:36,96 min, 1. Juli 1984, Woluwe
- 1 Meile: 3:57,98 min, 20. Juli 1983, Luxemburg
  - Halle: 3:57,81 min, 9. März 1985, Cosford
- 2000 m: 5:00,9 min, 19. August 1983, Neerpelt
- 3000 m: 7:47,22 min, 31. August 1984, Rom
  - Halle: 7:55,94 min, 18. Januar 1985, Paris
- 5000 m: 13:24,73 min, 1. Juni 1984, Kessel-Lo